# 屋敷山古墳
屋敷山古墳（やしきやまこふん）は、奈良県葛城市新庄にある古墳。形状は前方後円墳。国の史跡に指定されている。

## 概要

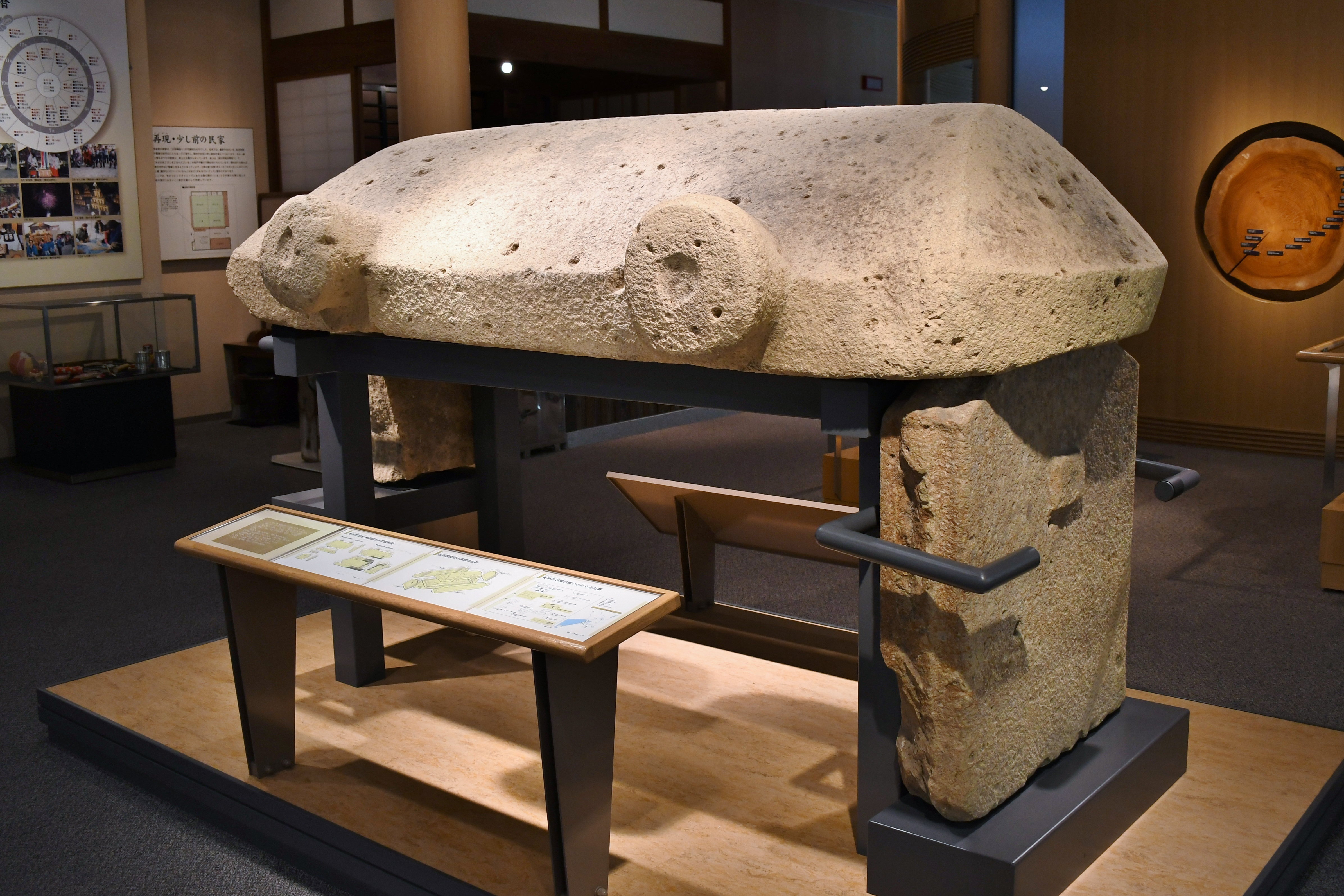
長持形石棺葛城市歴史博物館展示。

奈良盆地南西部、葛城山東麓の平坦地に築造された大型前方後円墳である。古墳上には中世に布施氏が居館を、近世に新庄藩主の桑山氏が陣屋を置き、「屋敷山」の古墳名はこれらに由来する。その後は墳丘上に貯水槽も設置されたため、墳丘は大きく改変されているほか、1972年（昭和47年）に発掘調査が実施されている。
墳形は前方後円形で、前方部を北北西方向に向ける。墳丘長135メートル以上を測り、葛城市内では最大規模になる。墳丘外表では円筒埴輪・形象埴輪（家形・蓋形・盾形埴輪など）が認められている。墳丘の前方部西側には張り出し部を付す。また墳丘周囲には周濠が巡らされる。埋葬施設は竪穴式石室で、内部には長持形石棺を据える。中近世に破壊されているため詳らかでないが、石室・石棺の石材が各所で保管されており、竪穴式石室の蓋石と石棺は兵庫県加古川流域産の竜山石製であることが知られる。調査時の出土品としては、ガラス小玉・鉄槍・刀子・鉄釘・鎹などがある。
築造時期は、古墳時代中期の5世紀中葉頃と推定される。大型の墳丘、豪壮な長持形石棺の採用、大王・有力者に限られる竜山石の使用で注目され、葛城地方では代表的な古墳の1つとして古代氏族の葛城氏との関係を示唆する古墳になる。
古墳域は1972年（昭和47年）に国の史跡に指定されている。現在では史跡整備のうえで屋敷山公園として公開されている。

## 遺跡歴
- 平安-室町時代、布施氏が居館（里の館）を設置[1]。
- 江戸時代初期、新庄藩主の桑山氏が陣屋（新庄陣屋）を設置[1]。
- 1972年（昭和47年）3月25日、国の史跡に指定。
- 1972年（昭和47年）、史跡整備のための発掘調査（奈良県立橿原考古学研究所、1975年に報告）。

## 墳丘
墳丘の規模は次の通り。
- 墳丘長：135メートル以上
- 後円部
  - 直径：77-78メートル
  - 高さ：約15メートル
- くびれ部
  - 幅：50メートル以上
- 前方部
  - 幅：90メートル以上
- 張り出し部
  - 南北約25メートル、東西約12メートル

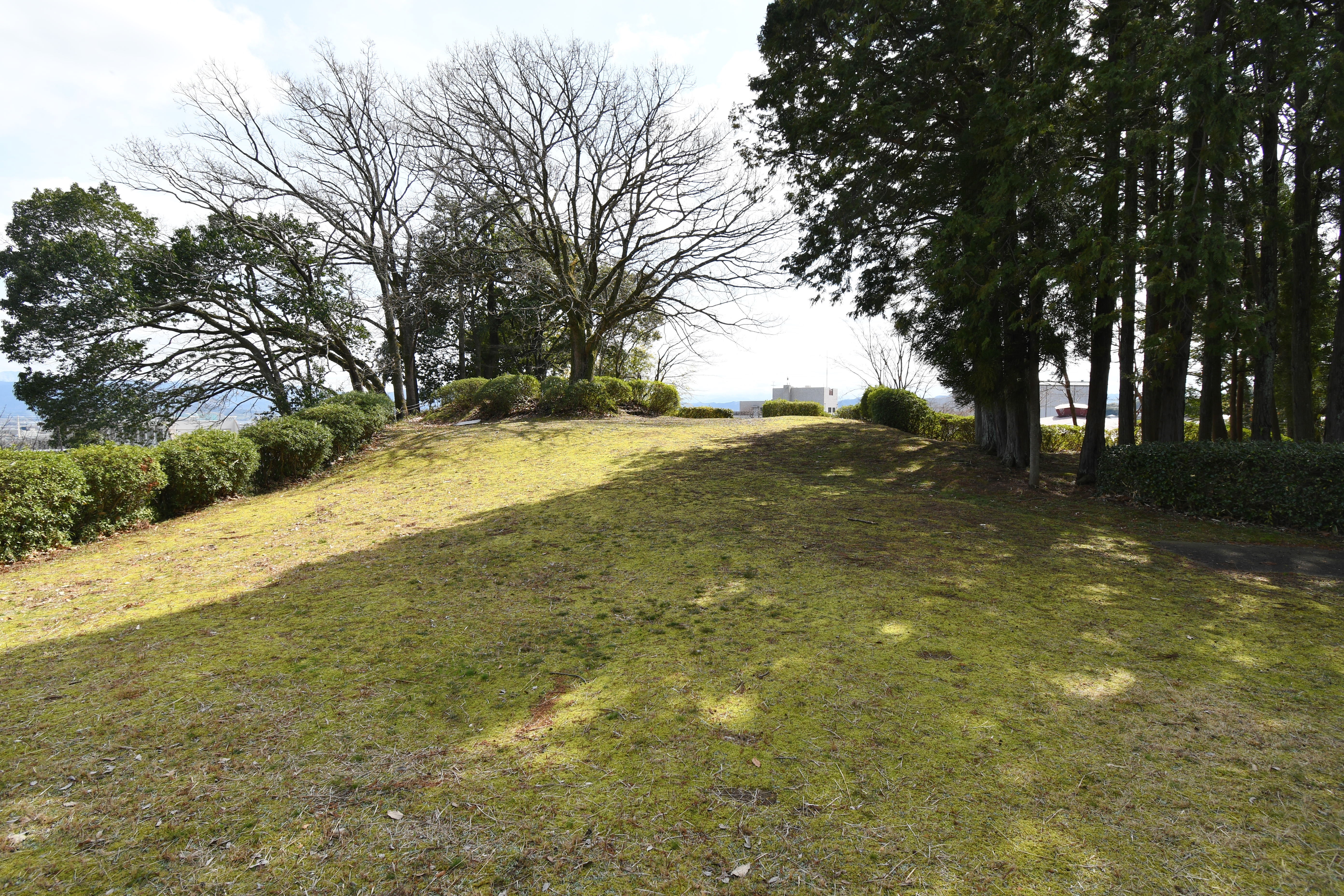
前方部から後円部を望む
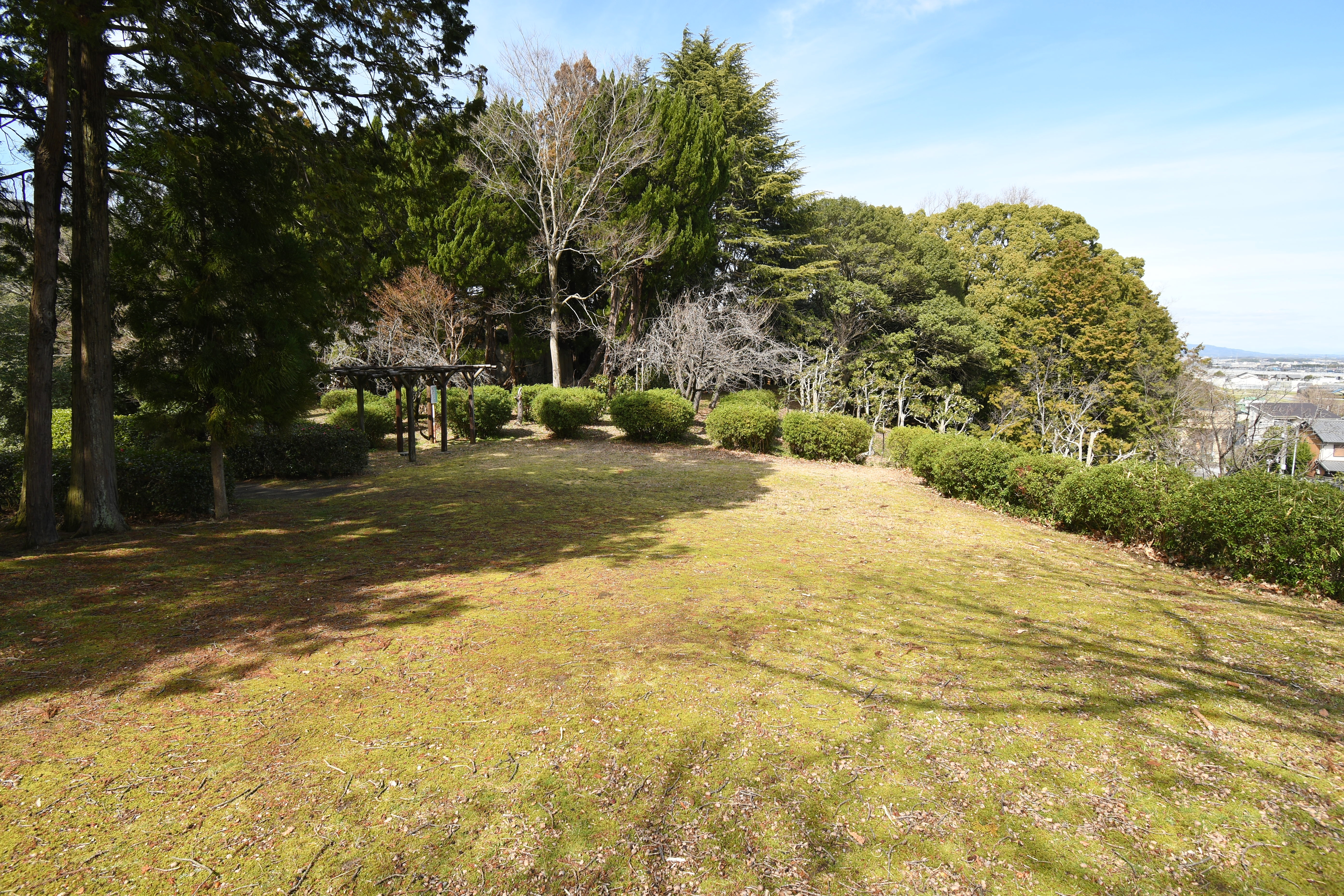
後円部から前方部を望む
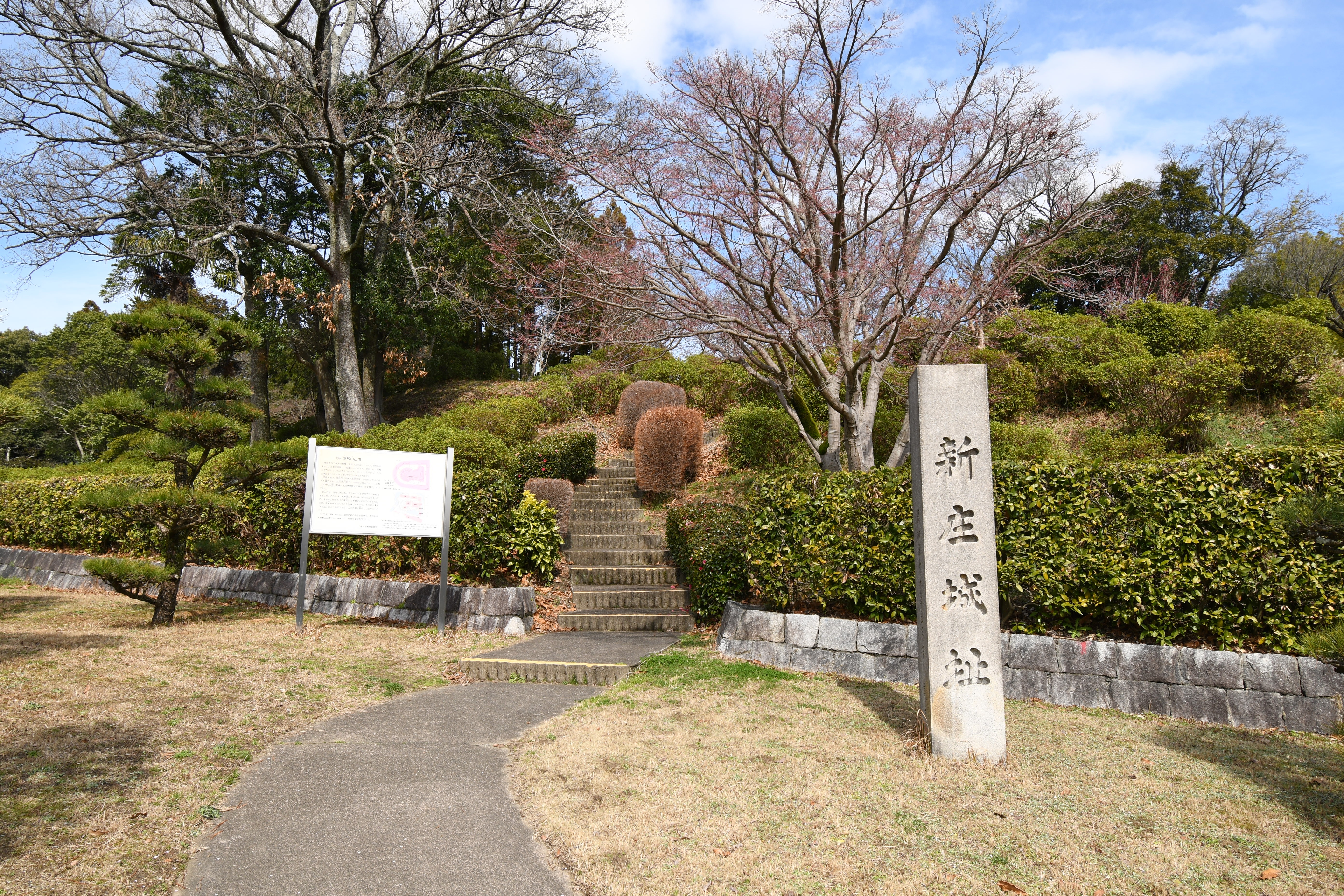
後円部墳丘
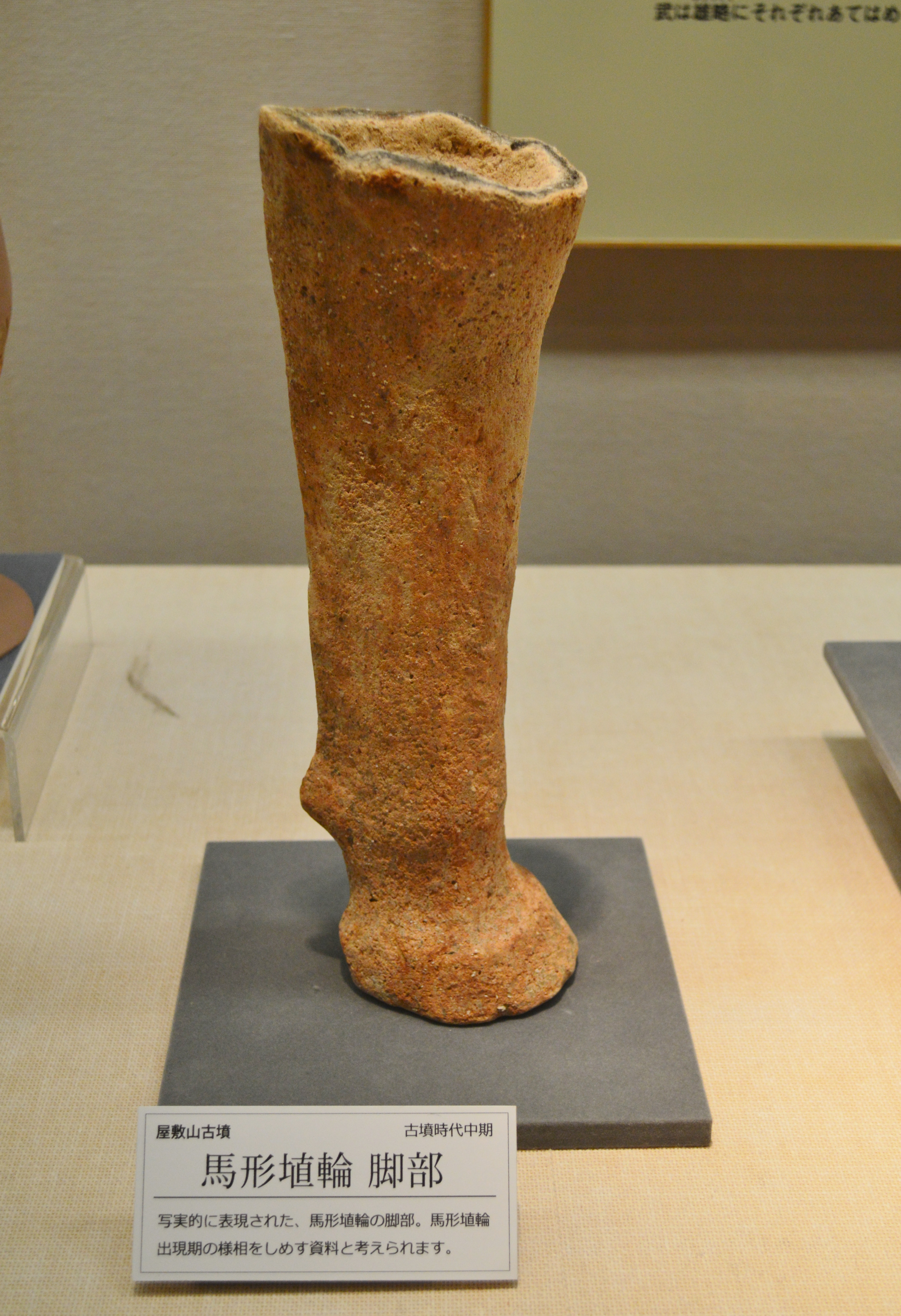
馬形埴輪脚部 葛城市歴史博物館展示。

## 文化財

### 国の史跡
- 屋敷山古墳 - 1972年（昭和47年）3月25日指定。

## 関連施設
- 葛城市歴史博物館（葛城市忍海） - 屋敷山古墳の出土石棺・埴輪を保管・展示。

## 関連文献
（記事執筆に使用していない関連文献）
- 『新庄屋敷山古墳 -史跡整備に伴う範囲確認調査の記録-』橿原考古学研究所、1975年。